# یان چرنی
یان چرنی (انگلیسی: Jan Černý؛ ۴ مارس ۱۸۷۴ – ۱۰ آوریل ۱۹۵۹) سیاستمدار اهل چکسلواکی بود. وی دو بار از ۱۵ سپتامبر ۱۹۲۰ تا ۲۶ سپتامبر ۱۹۲۱ و سپس از ۱۸ مارس ۱۹۲۶ تا ۱۲ اکتبر ۱۹۲۶ نخست‌وزیر چکسلواکی بود.
یان چرنی در ۱۰ آوریل ۱۹۵۹، در سن ۸۵ سالگی درگذشت.